# This Is Heavy Metal
This Is Heavy Metal – pierwszy singel, promujący album Babez for Breakfast fińskiego zespołu hardrockowego Lordi, wydany w roku 2010.

## Twórcy
- Mr. Lordi – śpiew
- Amen – gitara elektryczna
- OX – gitara basowa
- Kita – instrumenty perkusyjne
- Awa – instrumenty klawiszowe